# Sozopol (ville)
Pour les articles homonymes, voir Sozopol.
Sozopol (en bulgare : Созопол) est une ville de l'oblast de Bourgas, dans l'est de la Bulgarie. Sa population s'élevait à 5 276 habitants en 2013

## Géographie
Sozopol est située sur une presqu'île dans l'Est de la Bulgarie, dans la partie méridionale du littoral de la mer Noire. La ville est le siège de la commune de Sozopol. Elle se trouve à trente-quatre kilomètres au sud-est de Bourgas (le chef-lieu de la région). Son climat est  tempéré pontique. La côte alterne plages et caps rocheux, avec des îlots.

## Histoire
Les premiers signes d'occupation humaine sur le site de Sozopol remontent au quatrième ou troisième millénaire av. J.-C., à l'époque de la civilisation dite pélasgique. Au deuxième millénaire av. J.-C. se développe ici la civilisation thrace. Des artéfacts archéologiques trouvés sur place remontent à l'âge du bronze. Au VIe siècle av. J.-C., Milet y installe une colonie sous le nom d'Antheia. Ce nom fut rapidement changé en Apollonia — puis Apollonie du Pont et Apollonia Magna — du fait d'un temple consacré à Apollon et dont une statue colossale, transportée plus tard par le consul romain Marcus Terentius Varro Lucullus à Rome, sera placée dans le capitole. Au Ier siècle av. J.-C., la cité fait partie du royaume des Odryses avant de devenir romaine (province de Thrace).
Au Ier siècle, le nom de Sozopolis (grec moderne : Σωζόπολις) commença à apparaître dans les écrits. Sozopol appartint successivement aux Byzantins, aux Bulgares et aux Ottomans. Ces derniers appelèrent la ville, selon les périodes, Sizebolu, Sizeboli  et finalement Süzebolu.
La région de Sozopol fut christianisée dès les premiers siècles après Jésus-Christ. La ville fut le siège d'un évêché au moins depuis 431. Celui-ci fut suffragant de l'archevêché d'Andrinople jusqu'au XIVe siècle. Le nom de huit évêques de la ville est connu (Le Quien, Oriens christianus, I, 1181) : Athanase (431), Pierre (680), Euthyme (787), Ignace (869) ; Théodose (1357), Ioannice (qui devint patriarche de Constantinople en 1524), Philothée (1564) et Joasaph (1721). En 1808 l'évêché fut intégré à celui d'Ahtopol.
Après l'indépendance bulgare au XIXe siècle, la région de Sozopol a été intégrée à la Bulgarie ; en 1923, conformément au traité de Lausanne, presque toute sa population, qui était grecque, a été déplacée en Grèce, où elle fut installée en Chalcidique, au sud de Thessalonique dans la « Nouvelle Sozopolis », et a été remplacée par des réfugiés bulgares venus de Thrace orientale grecque.

## Patrimoine
Hérité de l'Antiquité tardive, le style des maisons traditionnelles (base en pierre, étage et toit en bois, véranda) se retrouve partout dans les Balkans et en Anatolie, mais est mieux préservé dans la vieille ville de Sozopol qu'ailleurs.
La ville possède un Musée archéologique consacré à l'ancienne cité, Apollonie du Pont.

## Économie
L'économie de la ville repose principalement sur le tourisme estival. Les autres activités sont liées à la mer et, notamment à la pêche.

## Galerie

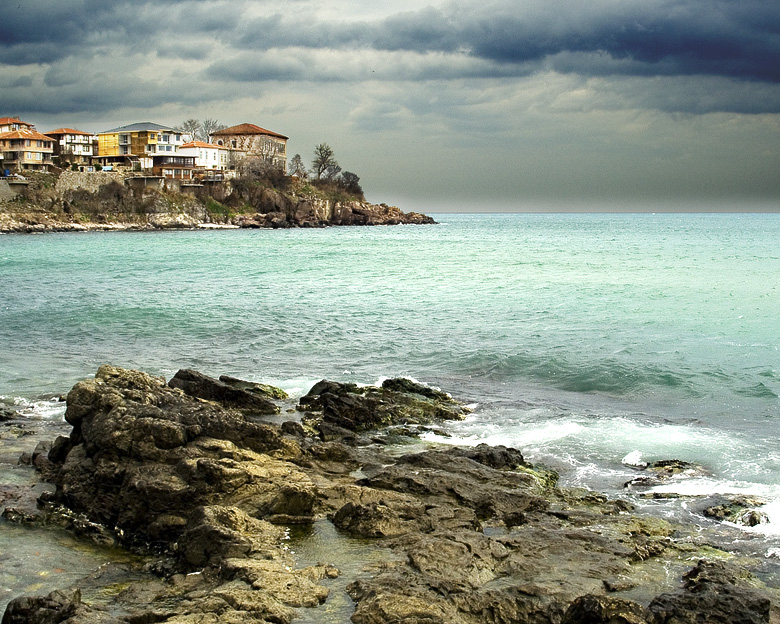
La presqu'île de Sozopol.
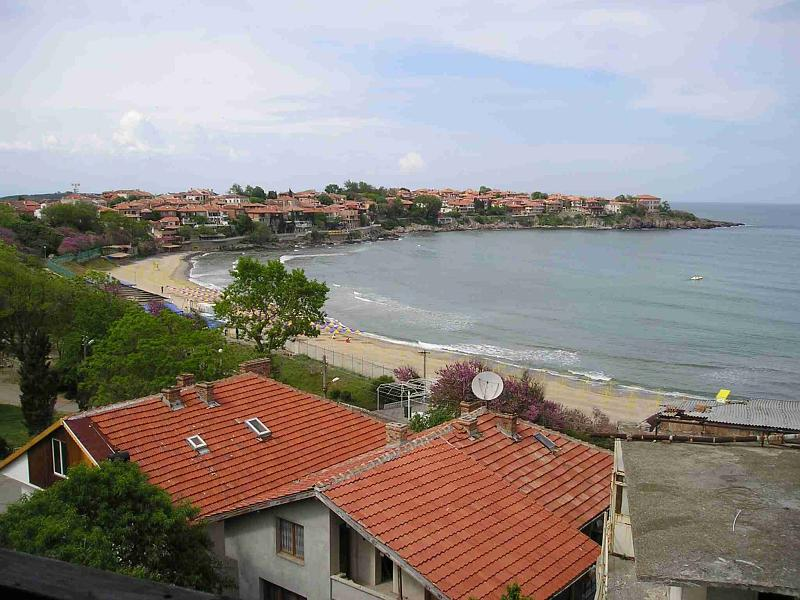
La presqu'île de Sozopol vue du sud.
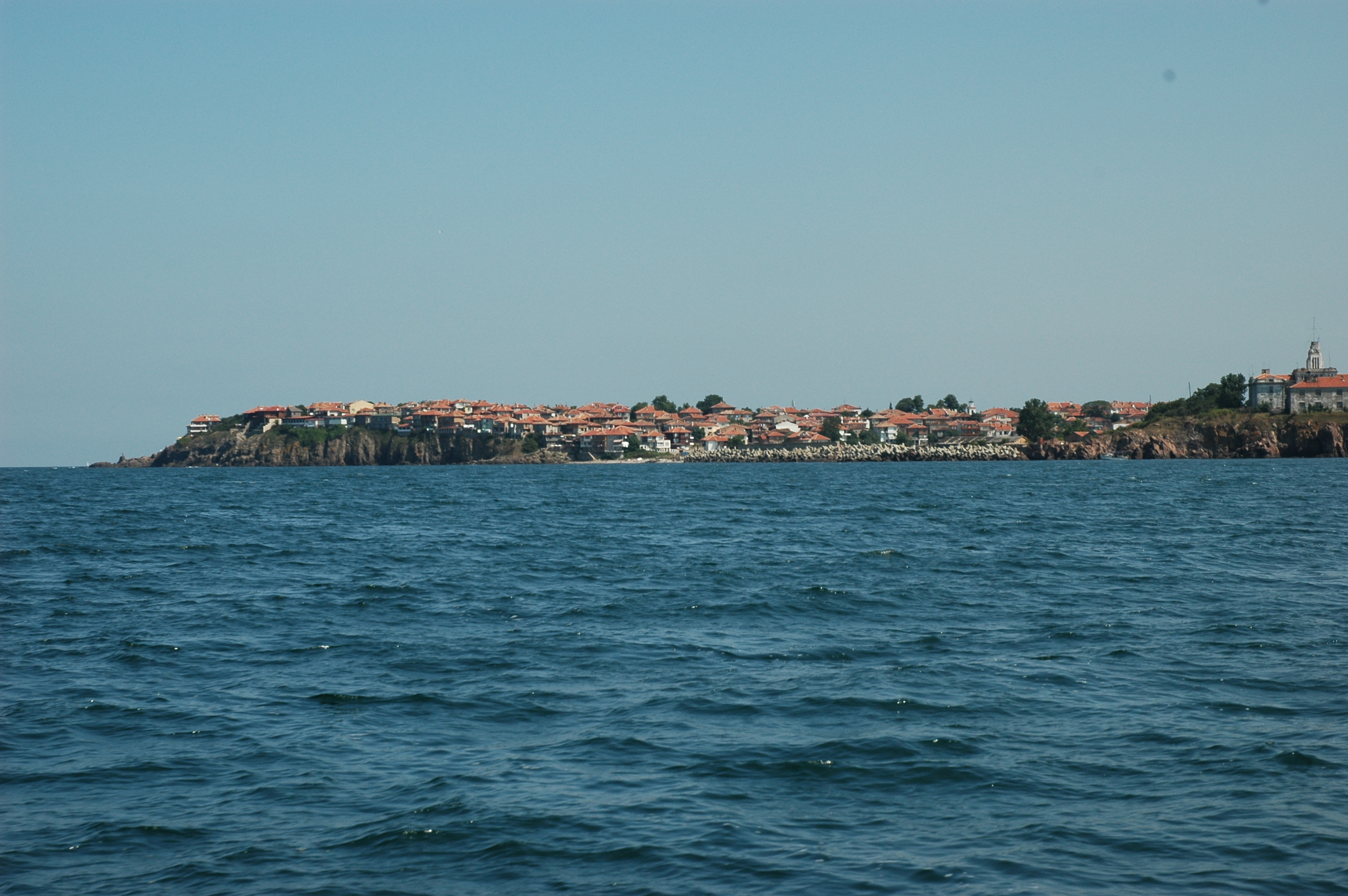
Sozopol vue du nord.
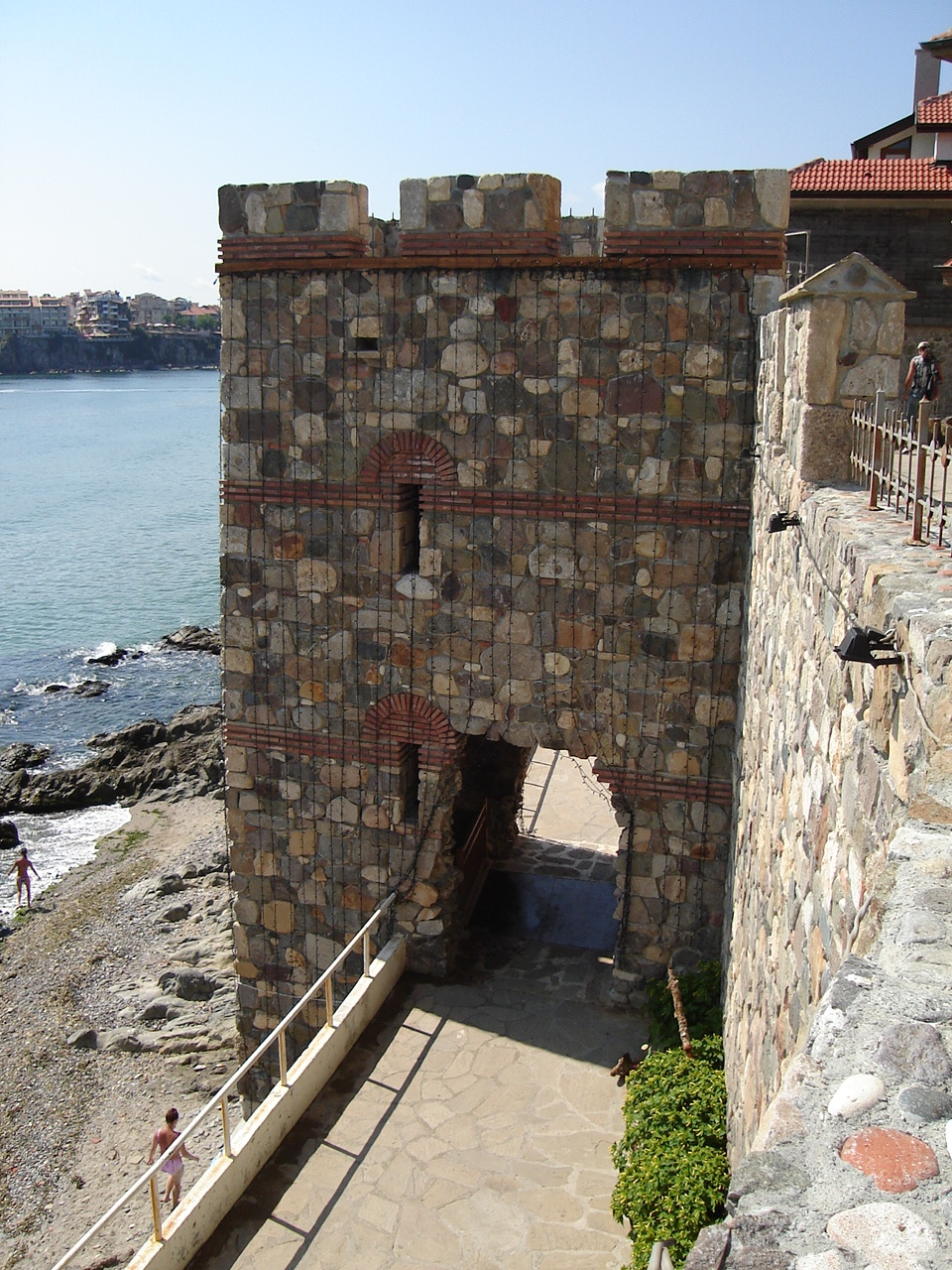
Porte de l'enceinte byzantine, restaurée.
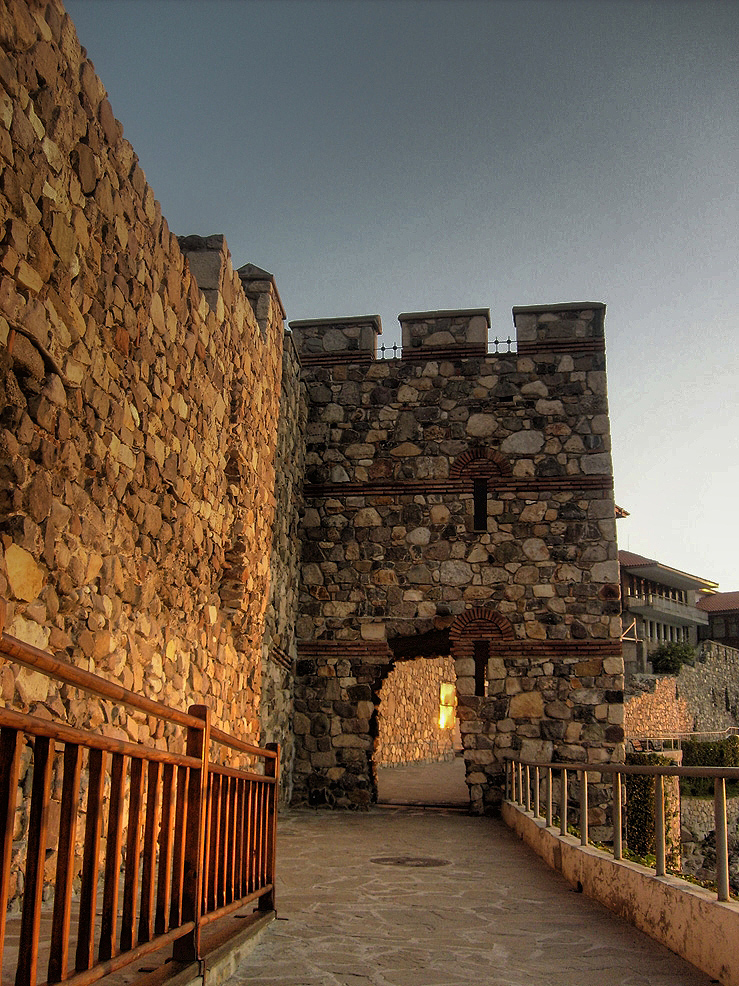
Tour restaurée.
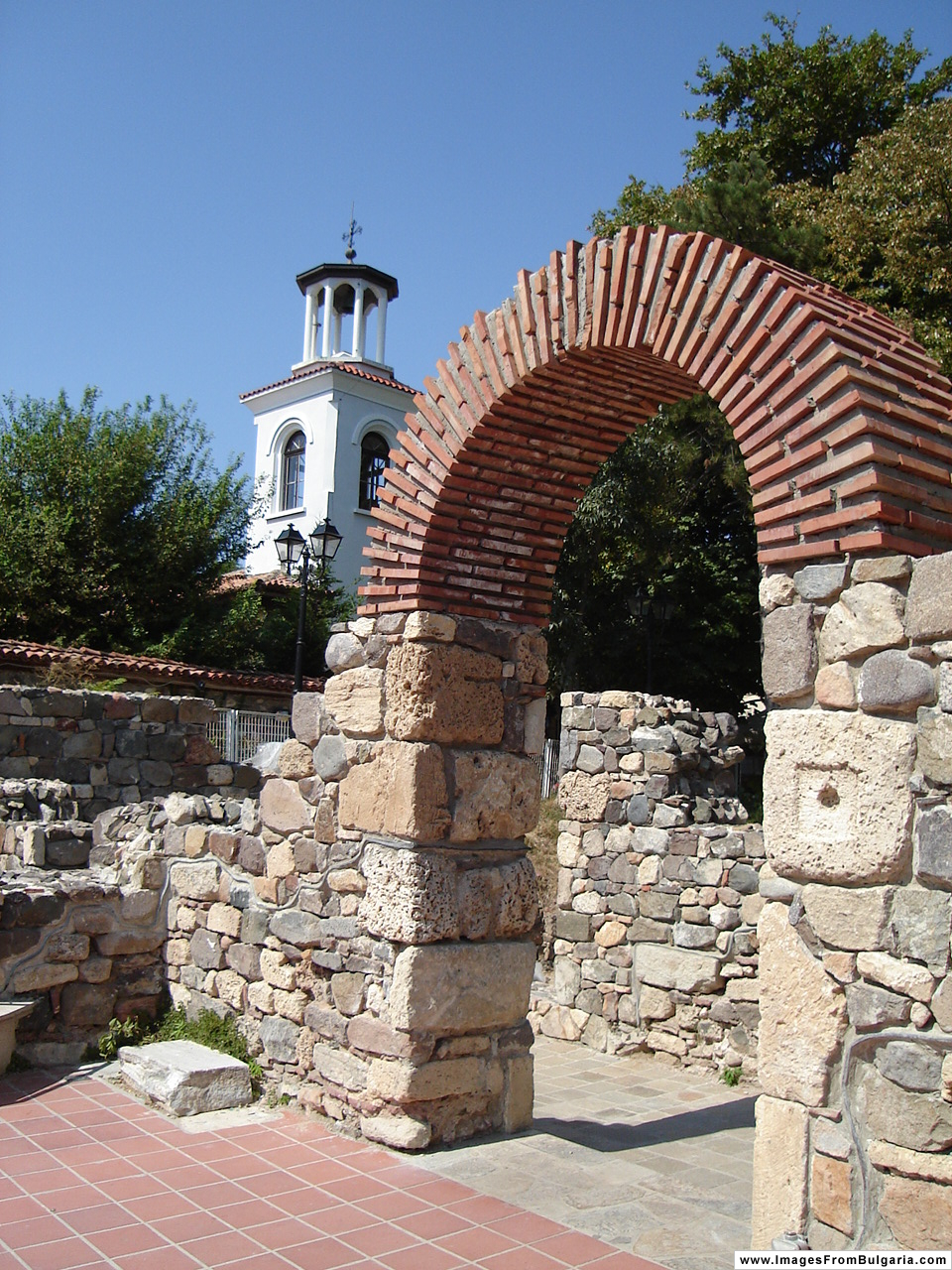
Arche à l'antique.
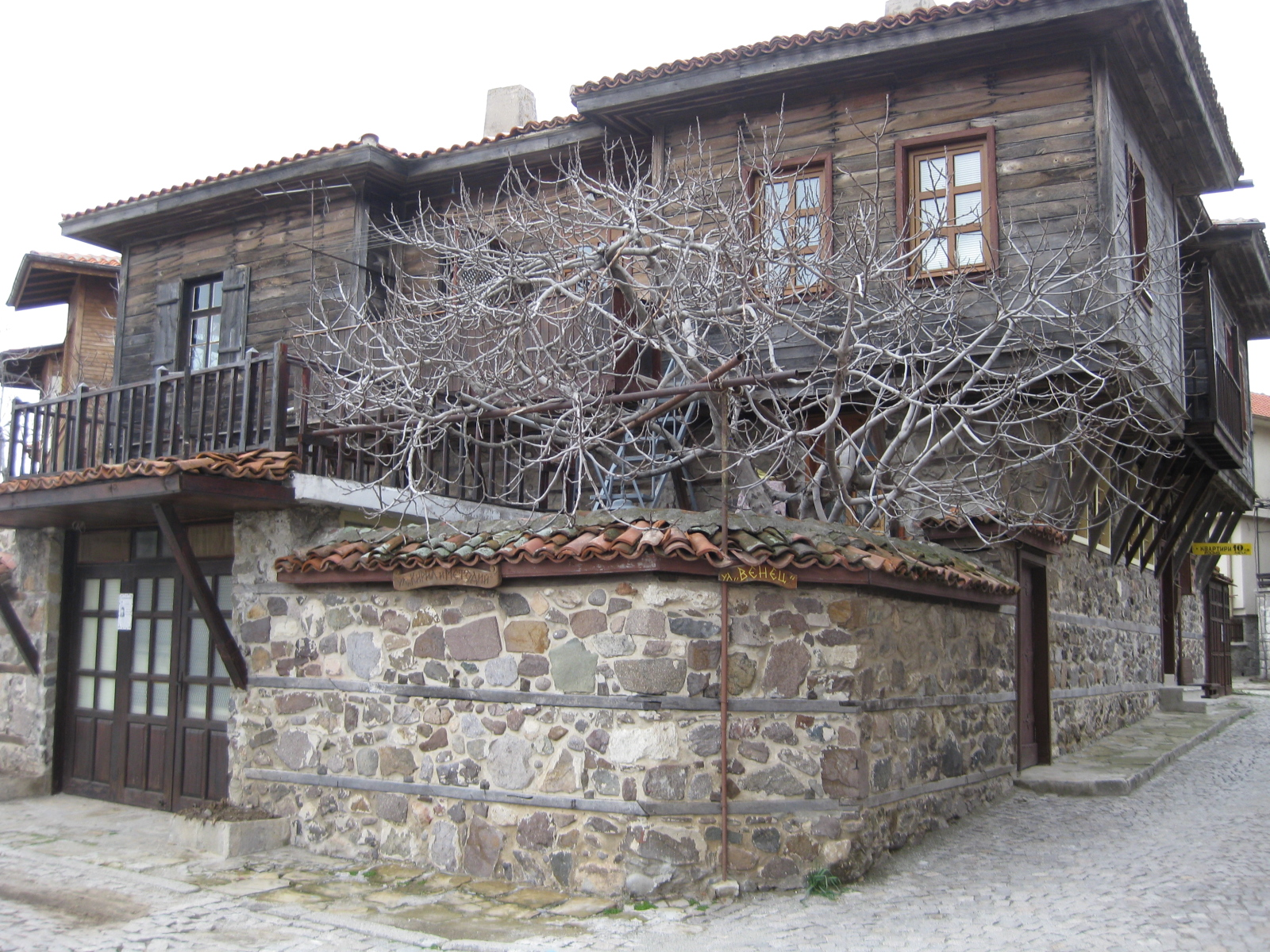
Maisons traditionnelles de la vieille ville.
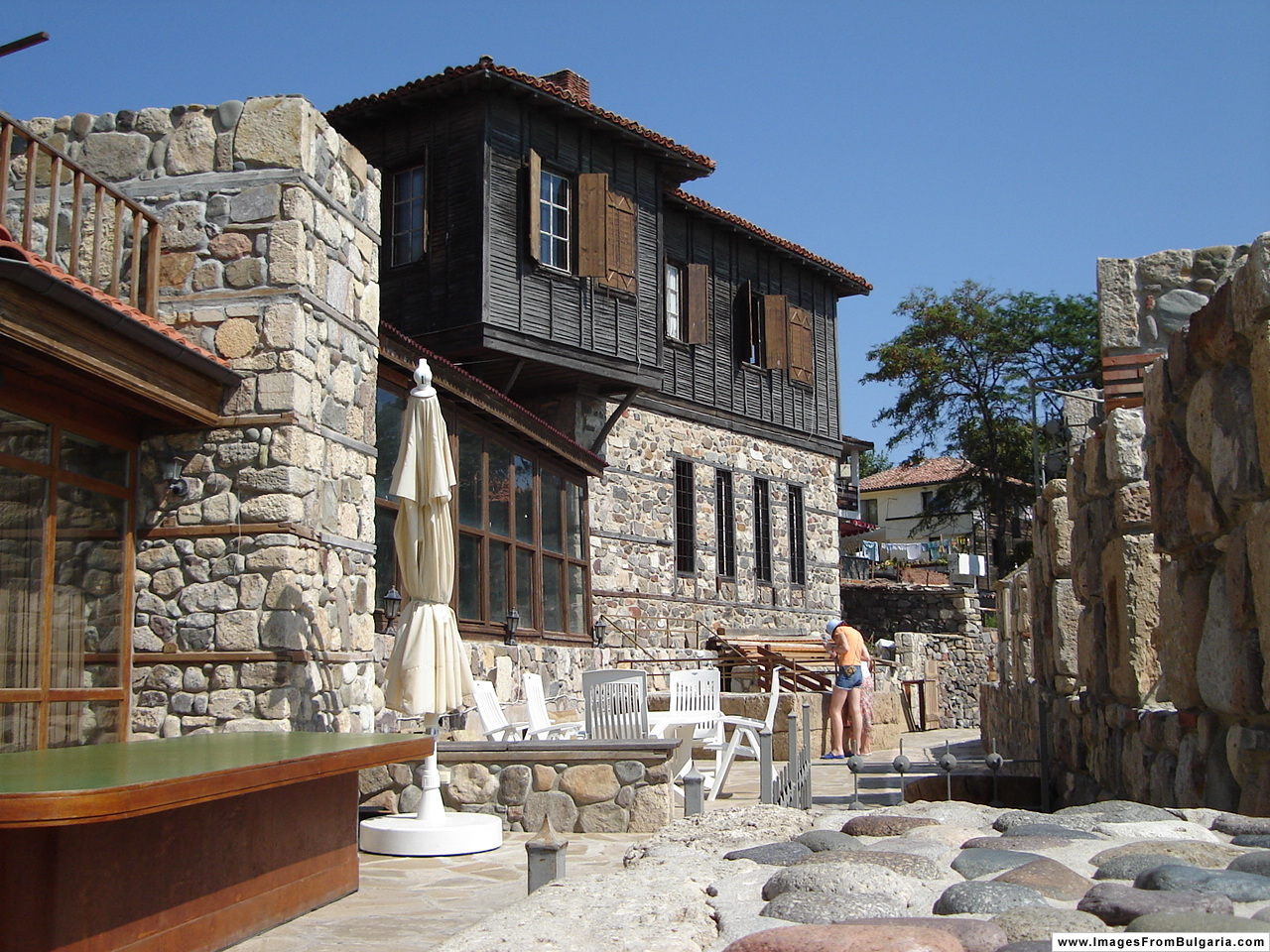
La vieille ville.
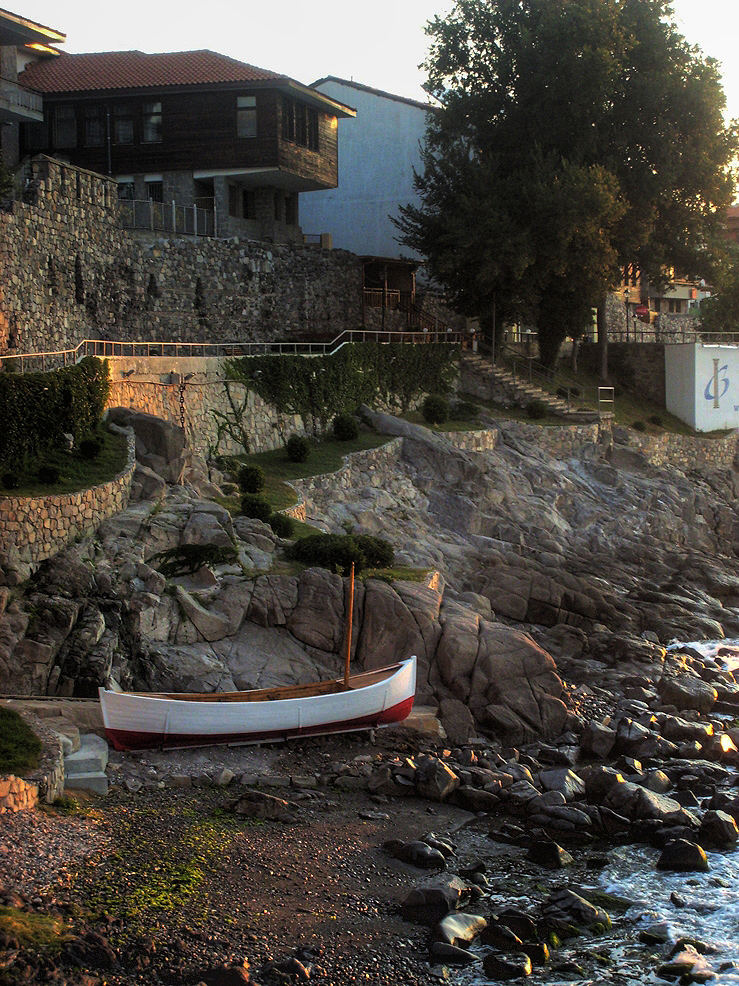
Maisons traditionnelles sur l'enceinte de la ville, en bord de mer.
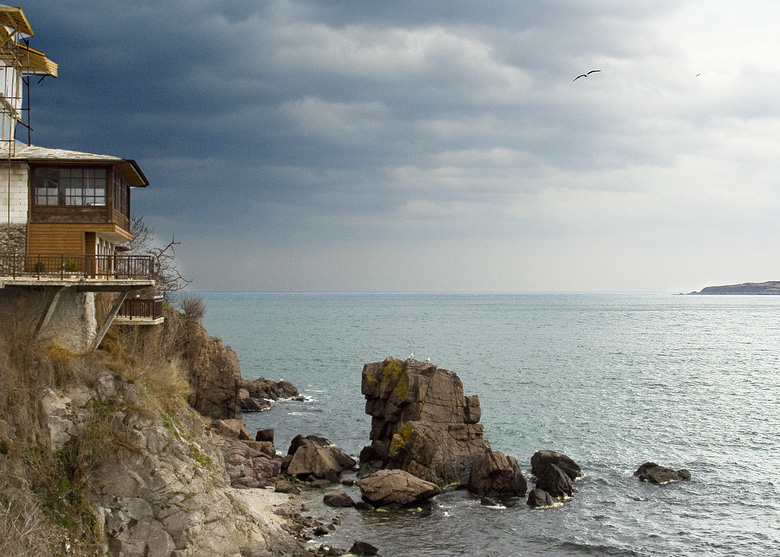
Maisons traditionnelles en bord de mer.
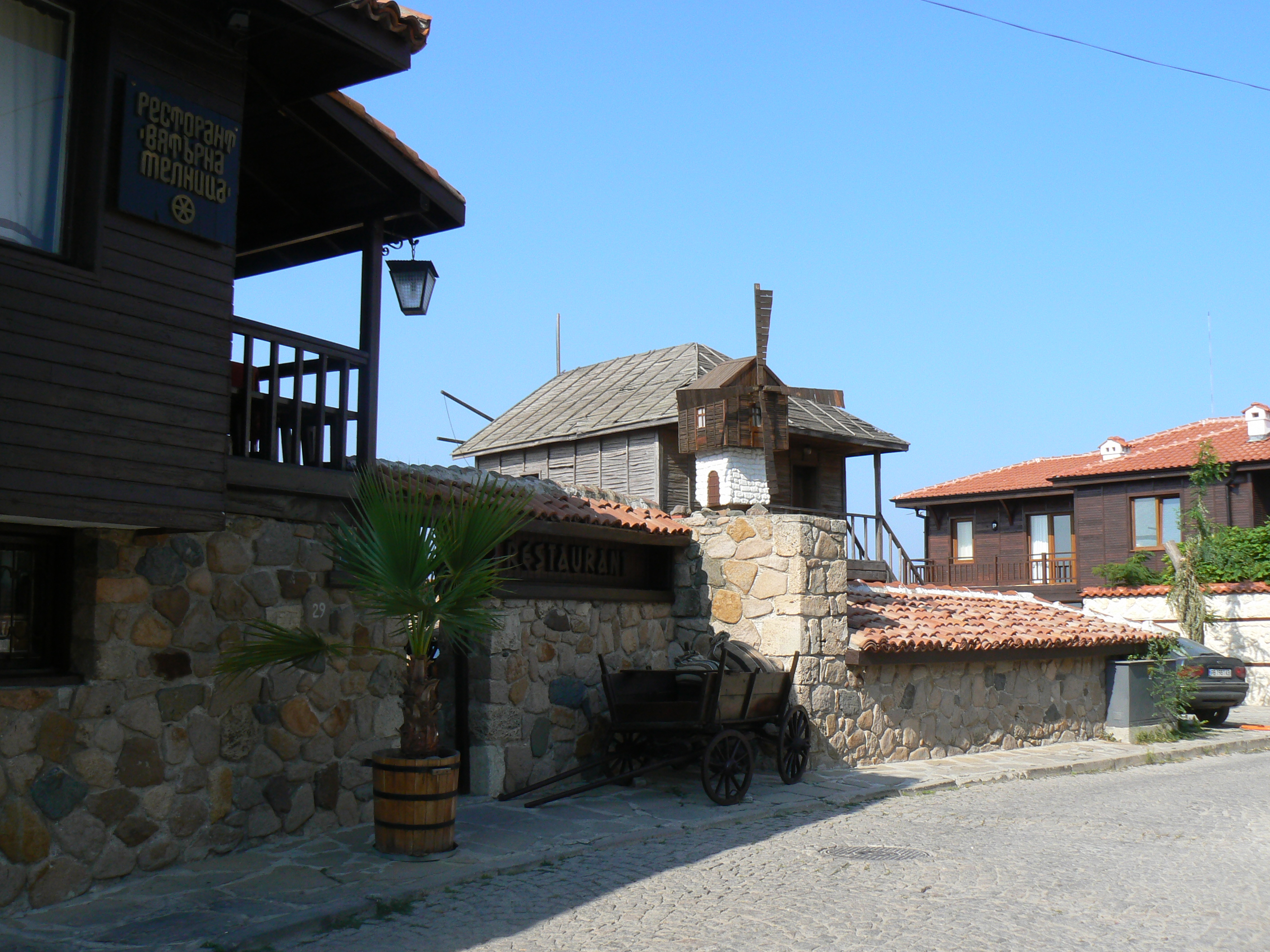
La vieille ville.
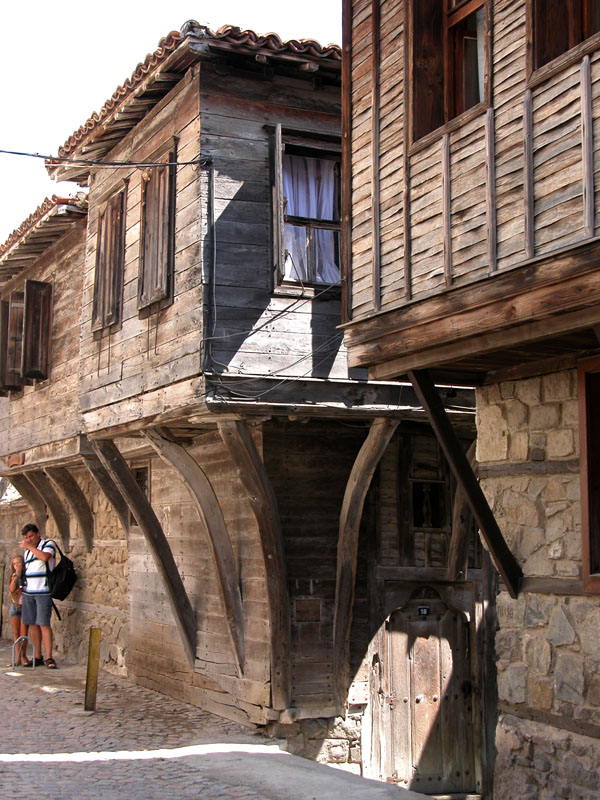
Immeubles classés.
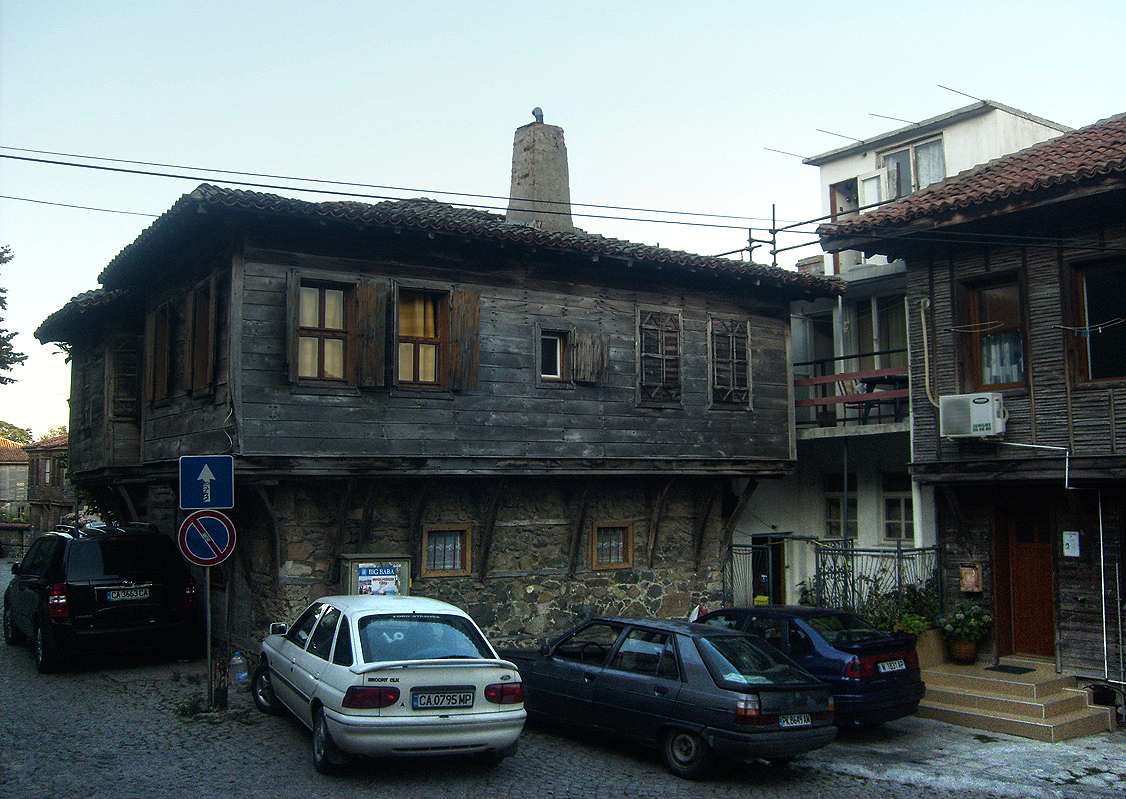
Immeubles classés.
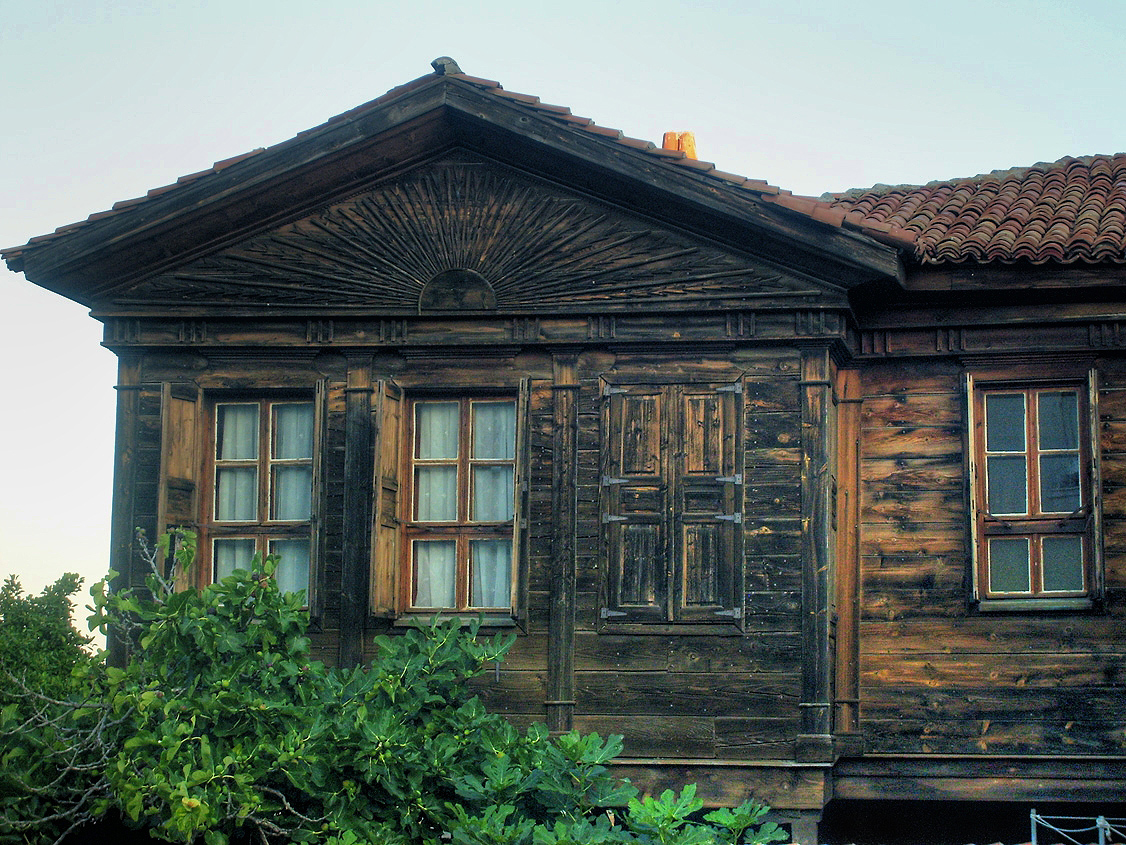
Immeuble classé.
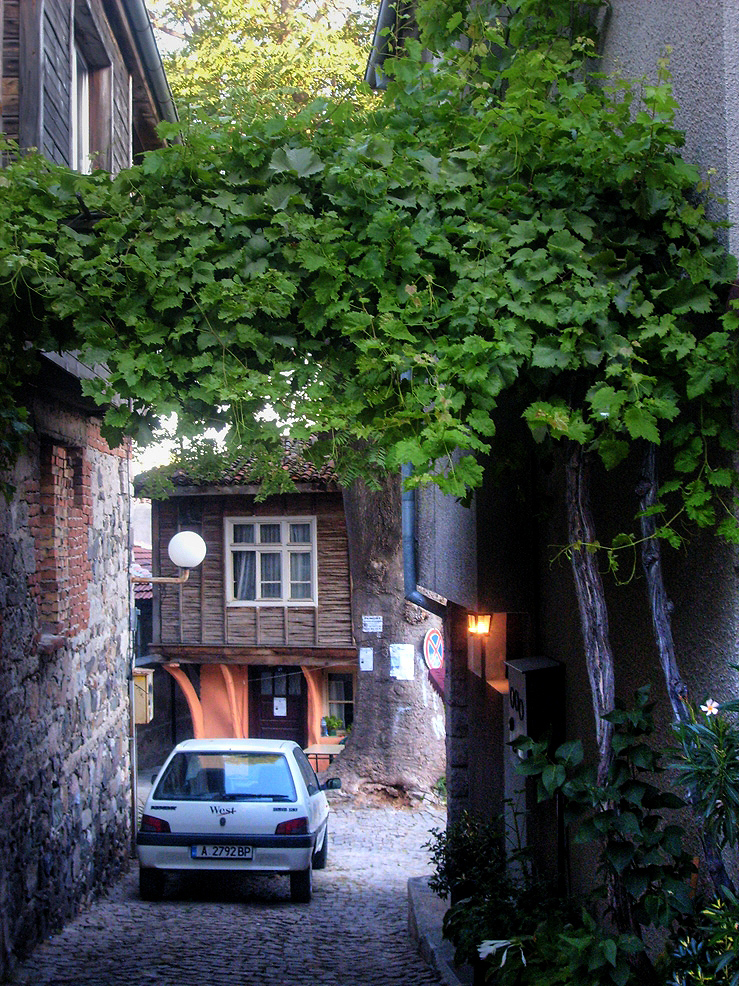
Rue de la vieille ville.
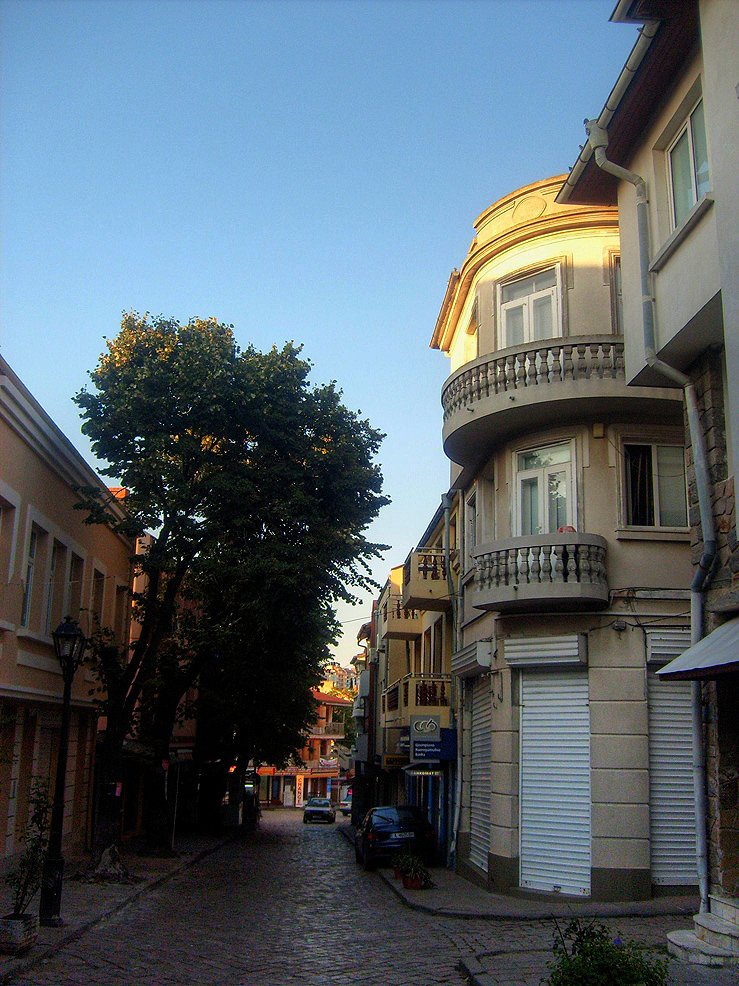
Immeuble de style fin XIXe siècle, début XXe siècle.
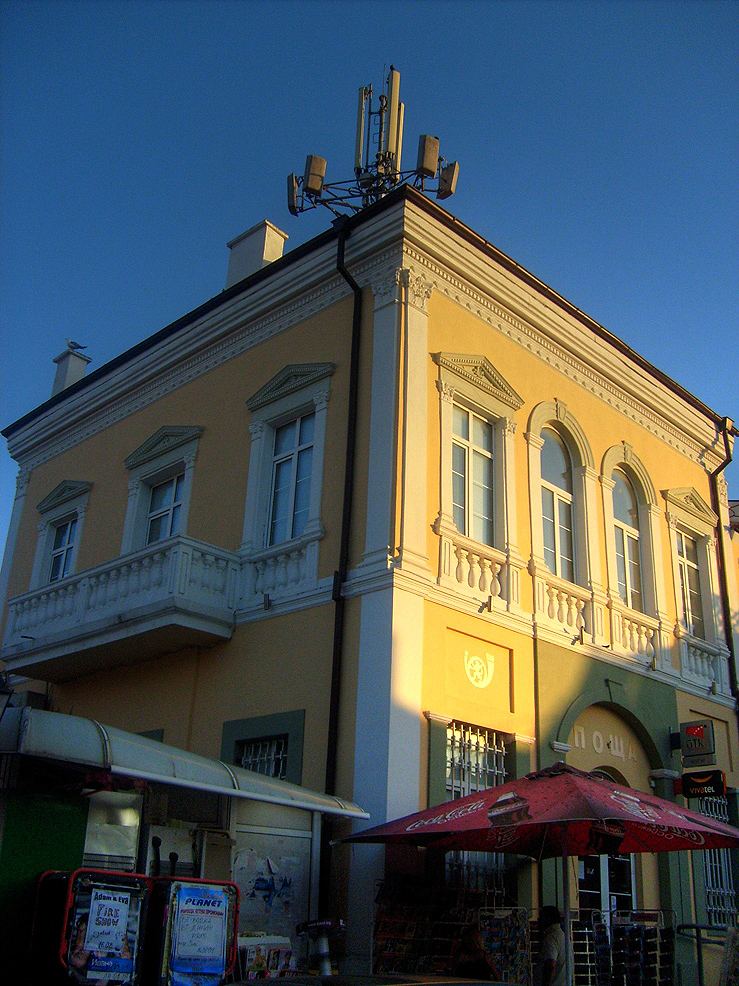
Le bureau de poste central.
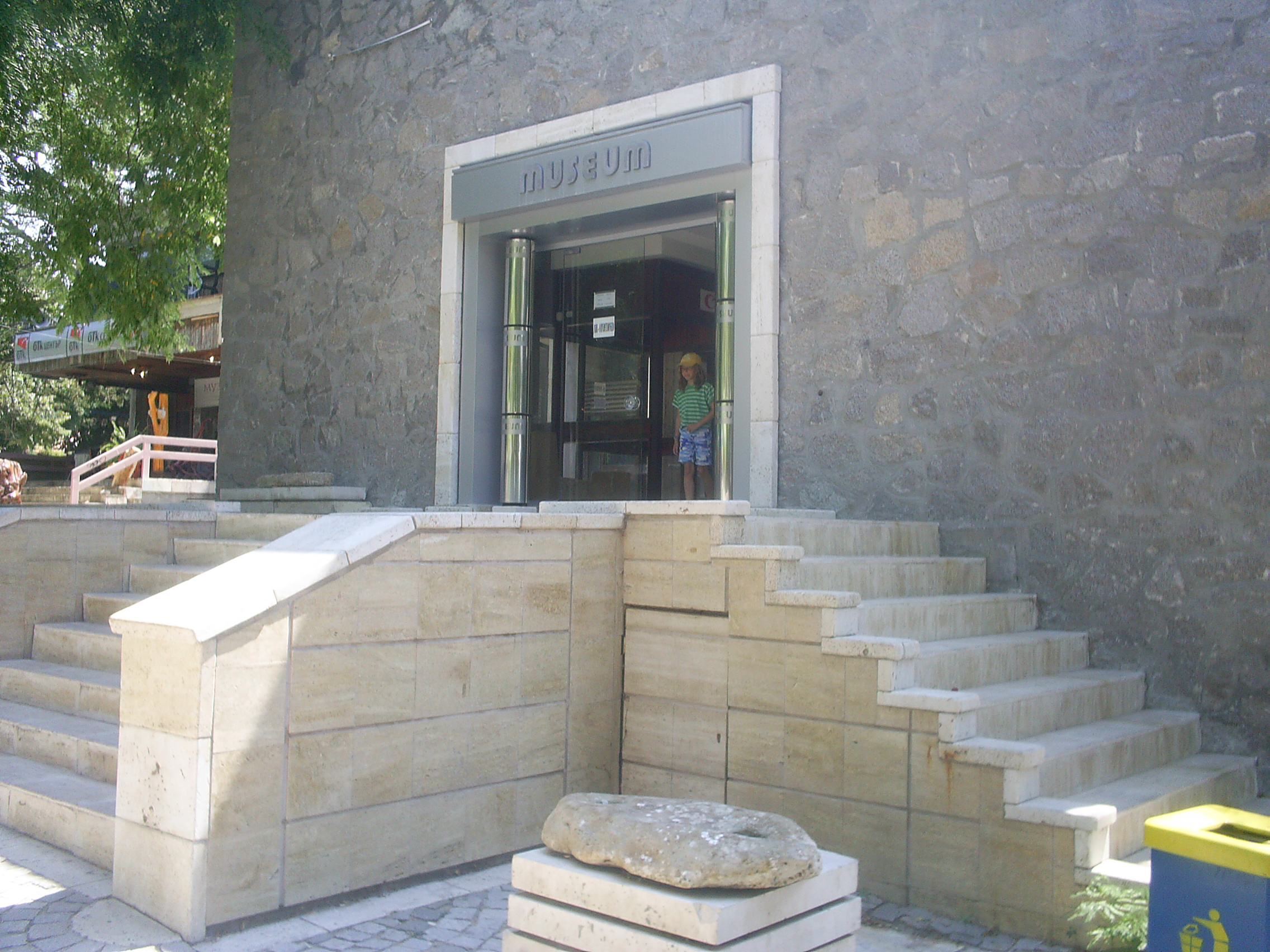
Entrée du musée archéologique.
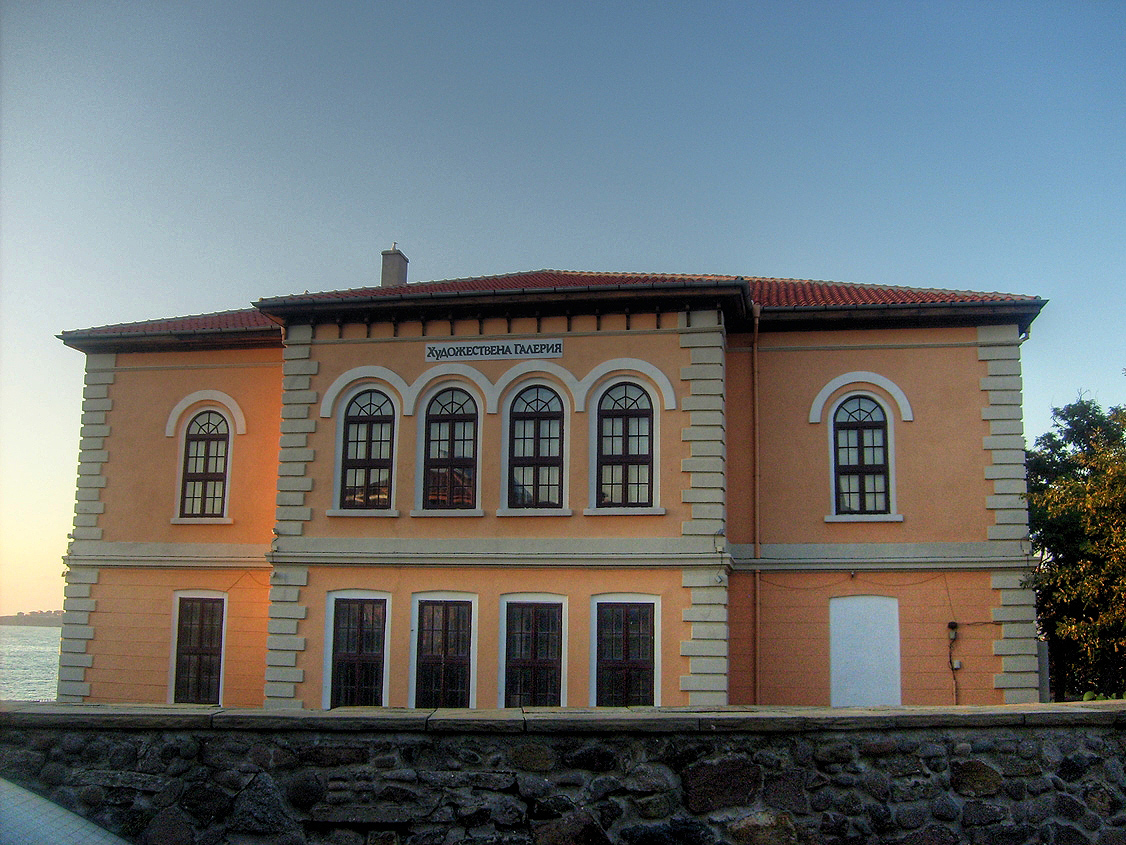
Galerie (musée) d'art.
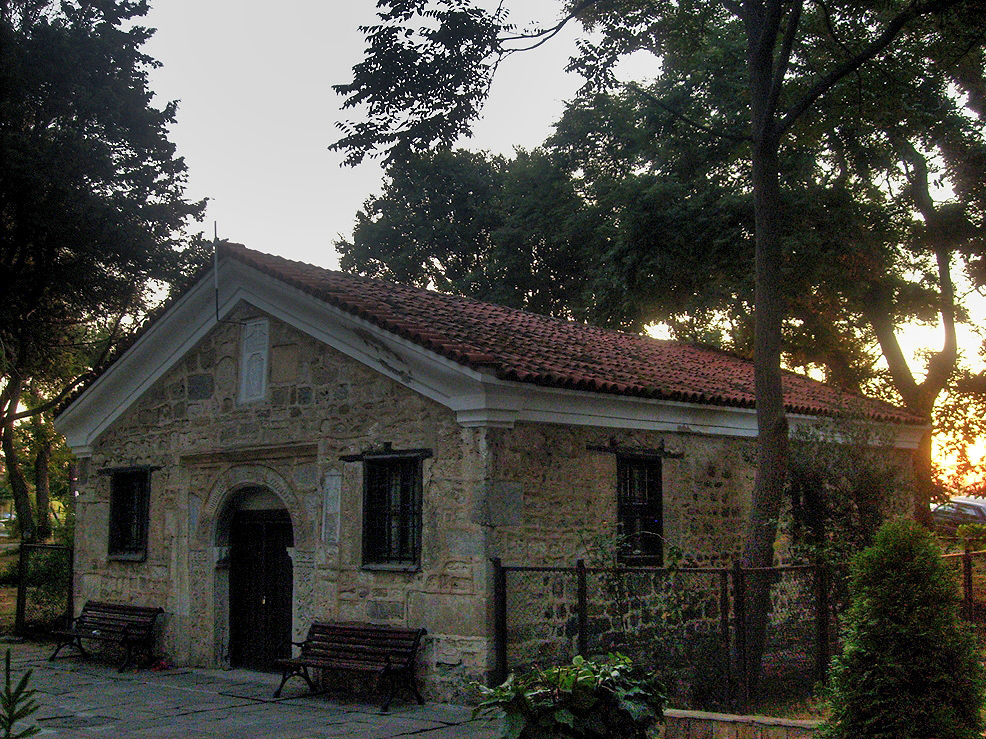
Église.
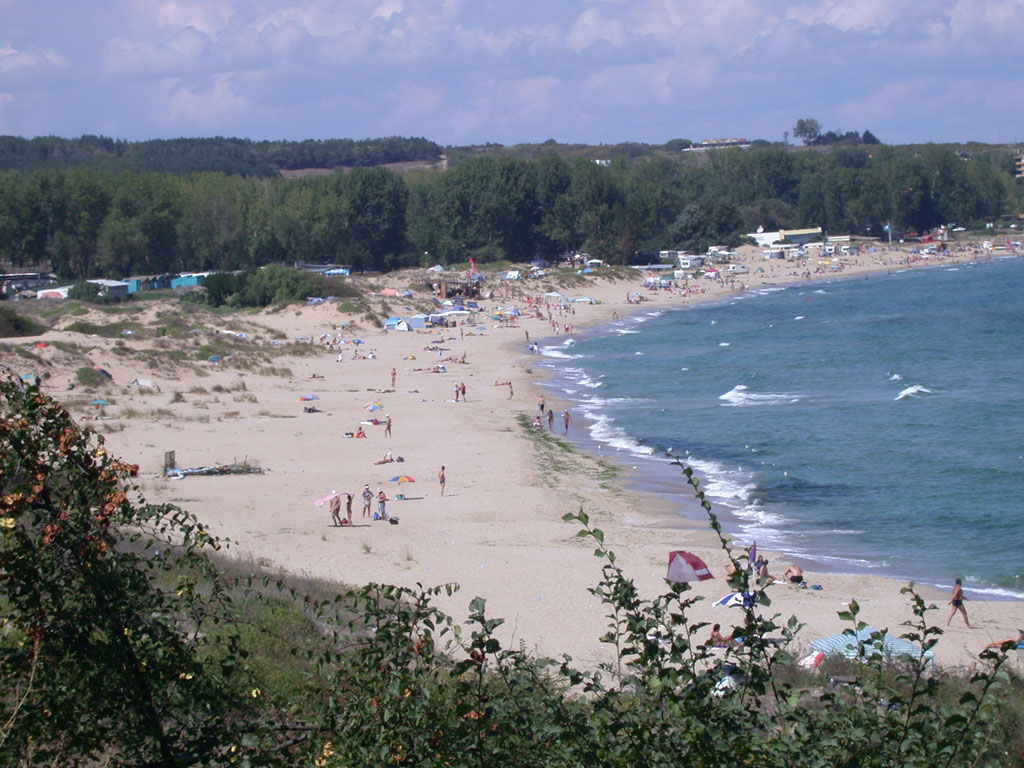
Plage des Figuiers (Smokinia), au sud de Sozopol.
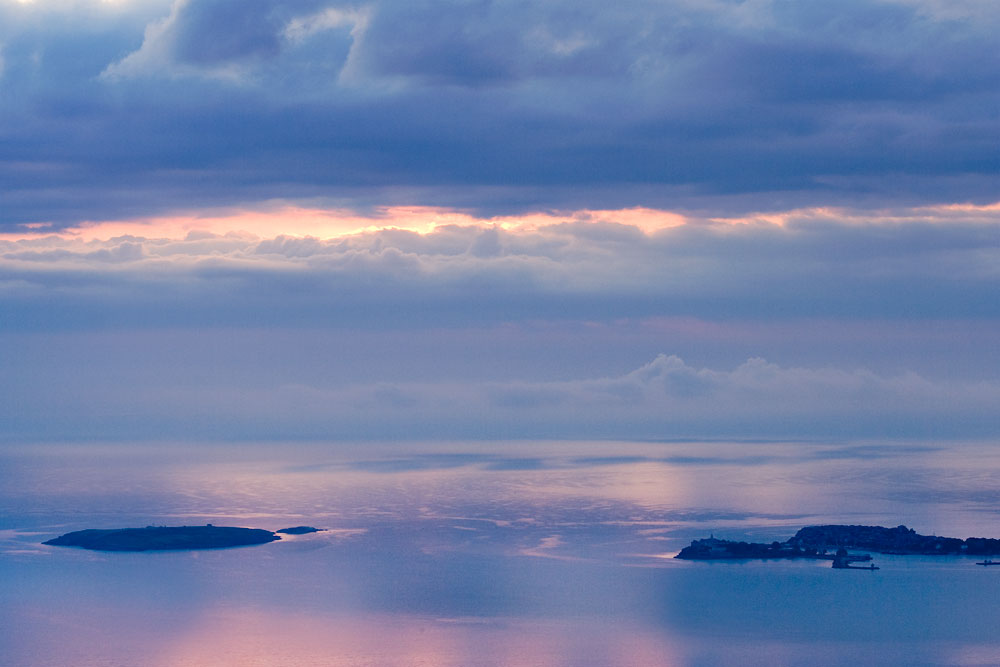
Les îlots au large de Sozopol.